# Montaña rusa sin suelo

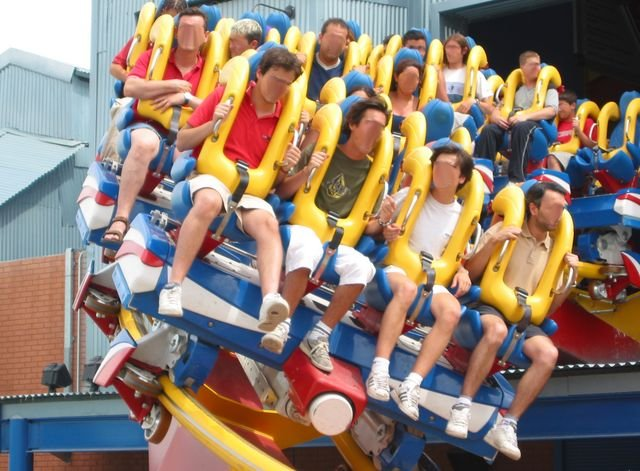
Detalle de Superman: La Atracción de Acero, en Parque Warner Madrid, donde se pueden ver los asientos.

Montaña rusa sin suelo es un tipo de montaña rusa cuyos trenes están reducidos a la mínima expresión: asientos y ruedas. Los asientos vienen a ser muy parecidos a los de una invertida, solo que sujetos por la parte inferior a los raíles, que se sitúan debajo de la vía.
Está desarrollada por Bolliger & Mabillard, y su principal aliciente es la mayor sensación de velocidad que da el hecho de no tener dónde apoyar los pies, y que se puede ver el suelo a muchos metros de altura cuando se va por partes altas del recorrido.
En cuanto a recorrido, suelen ser similares a muchas sit-down, y su seguridad suele ser un arnés que cubre todo el tronco.
- Datos: Q689709
- Multimedia: Floorless roller coasters / Q689709